# Columbia (Nuevo Hampshire)
Columbia es un pueblo ubicado en el condado de Coös en el estado estadounidense de Nuevo Hampshire. En el Censo de 2010 tenía una población de 757 habitantes y una densidad poblacional de 4,82 personas por km².

## Geografía
Columbia se encuentra ubicado en las coordenadas 44°48′38″N 71°30′21″O / 44.81056, -71.50583. Según la Oficina del Censo de los Estados Unidos, Columbia tiene una superficie total de 156.96 km², de la cual 156.09 km² corresponden a tierra firme y (0.55%) 0.86 km² es agua.

## Demografía
Según el censo de 2010, había 757 personas residiendo en Columbia. La densidad de población era de 4,82 hab./km². De los 757 habitantes, Columbia estaba compuesto por el 98.02% blancos, el 0% eran afroamericanos, el 0.13% eran amerindios, el 0.4% eran asiáticos, el 0% eran isleños del Pacífico, el 0% eran de otras razas y el 1.45% pertenecían a dos o más razas. Del total de la población el 0.26% eran hispanos o latinos de cualquier raza.